# The Beatles in Mono
The Beatles In Mono es un álbum de caja recopilatoria que incluye las grabaciones en formato monofónico remasterizadas de la banda de rock The Beatles. El paquete fue lanzado el 9 de septiembre de 2009, el mismo día de la remasterización de las grabaciones en estéreo en la caja recopilatoria The Beatles Stereo Box Set que también fue lanzado, junto con el videojuego The Beatles: Rock Band. El proyecto de remasterización, tanto para versiones mono y estéreo fueron dirigidas por los reconocidos ingenieros de sonido de EMI Allan Rouse y Guy Massey.

## Edición limitada
Amazon.com anunció que el conjunto sería una edición limitada en los Estados Unidos, y en menos de un mes antes del lanzamiento del conjunto se anunció en el sitio que se habían vendido todas las unidades. En menos de dos semanas antes del 9 de septiembre de muchos otros sitios minoristas anunciaron la venta de unidades en sus inventarios, incluido el sitio Amazon.com Canadá.
EMI anunció el 3 de septiembre que habría más conjuntos de la caja debido a la alta demanda de pre-pedidos en línea. Seguiría siendo una edición limitada, pero no estaría limitada a 10 000 copias como fue definido anteriormente.

## Contenido
La colección de trece discos contiene las versiones mono remasterizadas de cada álbum publicado en mono de The Beatles. Además, de las mezclas originales en estéreo de 1965 Help! y Rubber Soul fueron incluidas como bonus en sus respectivos discos. Ambos discos también habían sido digitalmente remezclados para el lanzamiento del disco compacto en 1987. La caja contiene un nuevo álbum de compilación de dos discos titulado Mono Masters, el cual recopila todas las mezclas de mono de sencillos, caras B y pistas de EP que originalmente no aparecían en cualquiera de los álbumes del Reino Unido. 
- Please Please Me (1963)
- With The Beatles (1963)
- A Hard Day's Night (1964)
- Beatles for Sale (1964)
- Help! (1965)
- Rubber Soul (1965)
- Revolver (1966)
- Sgt. Pepper's Lonely Hearts Club Band (1967)
- Magical Mystery Tour (1967)
- The Beatles (1968)
- Mono Masters (1962-1969)

Los álbumes de Yellow Submarine, Abbey Road y Let It Be no se incluyen en este conjunto. Una versión mono de Yellow Submarine fue lanzada en el Reino Unido, pero fue solo un plegable de la mezcla estéreo. Previamente no se habían lanzado las mezclas mono de las cuatro canciones de Yellow Submarine ("Only a Northern Song", "All Together Now", "Hey Bulldog" y "It's All Too Much"), originalmente estaban destinadas a ser lanzadas por separado en un EP, pero finalmente fue cancelado el lanzamiento, que se iría a incluir la mezcla mono de "Across the Universe", todos están incluidos en la recopilación Mono Masters.
The Beatles, que se incluye en el conjunto, se publicó originalmente en mono, solo en el Reino Unido y no en Estados Unidos. Sin embargo, la mezcla mono de "Helter Skelter" y "Don't Pass Me By" habían sido lanzadas en los EE. UU. en 1980, en el álbum recopilatorio Rarities por Capitol.

## Posición en las listas
El conjunto debutó en el # 40 en el Billboard Top 200 y la revista informó de que 12.000 copias fueron vendidas en su primera semana de lanzamiento. En Japón, debutó en el # 10, vendiendo más de 20.000 copias en su primera semana en las listas de álbumes de Oricon.